# Desa Ketanggi (administrativ by i Indonesien, lat -6,73, long 111,34)
Desa Ketanggi är en administrativ by i Indonesien.   Den ligger i provinsen Jawa Tengah, i den västra delen av landet, 500 km öster om huvudstaden Jakarta.